# Stèle de l'inventaire
La stèle de l'inventaire, également appelée stèle de la fille du roi, est une stèle commémorative de l'Égypte antique, datant de la XXVIe dynastie (vers 670 avant J.-C.). Elle a été découverte à Gizeh au XIXe siècle.
Cette stèle présente l'inventaire descriptif et illustré de vingt-deux statues divines appartenant à un temple d'Isis. L'inscription se poursuit en affirmant que ce temple d'Isis existait avant l'époque du pharaon Khéops (vers 2580 avant J.-C.). Les anachronismes et incohérences relevés sur cette stèle semblent cependant démontrer qu'il s'agit d'une falsification des prêtres d'Isis pour rehausser leur prestige et augmenter leurs recettes, en prétendant que leur temple est plus ancien qu'en réalité.

## Découverte
La stèle dite « de l'inventaire » est découverte en 1858 à Gizeh par l'archéologue français Auguste Mariette, lors de fouilles qu'il effectuait dans le temple d'Isis. Cette stèle était située tout près du Grand Sphinx de Gizeh,.

## Description

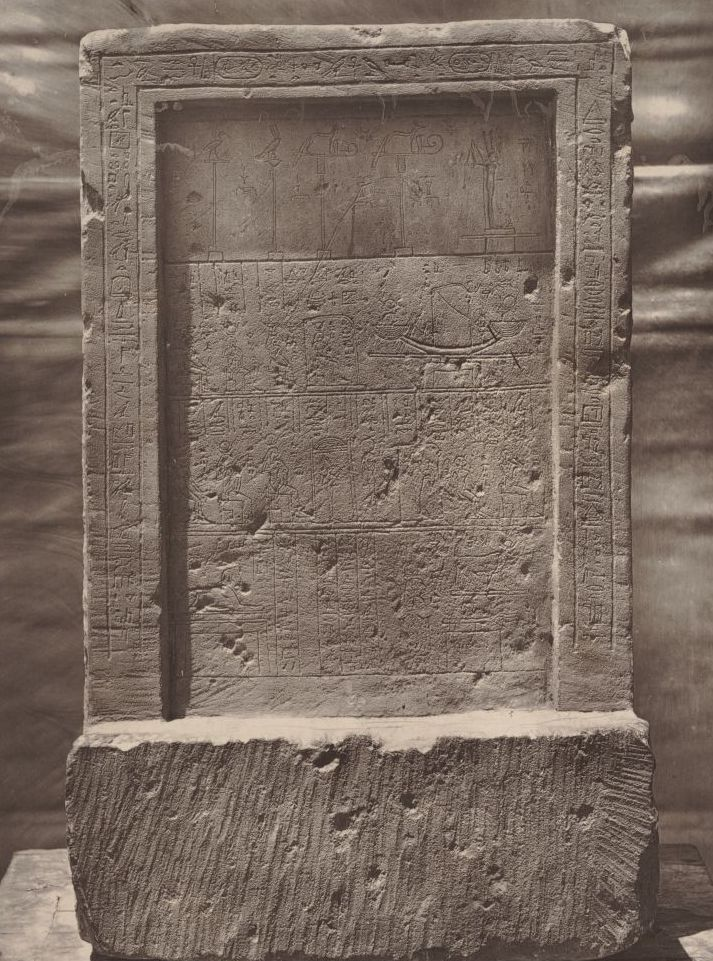
Photo de la stèle de l'inventaire.

La taille originelle de cette tablette ou stèle est inconnue, car elle était déjà endommagée au moment de sa découverte. La fabrication de la stèle remonte à la XXVIe dynastie au cours de la « période saïte », vers 670 avant J.-C. La stèle d'inventaire est faite de granit poli, et elle présente une inscription commémorative et une fenêtre dite d'« apparition ». La fenêtre d'apparition inventorie vingt-deux statues divines représentant diverses divinités. Les statues ainsi inventoriées auraient fait partie des biens du temple d'Isis. Les statues sont représentées, leur matériau et leur taille sont également décrits sur l'inventaire.
Le texte commémoratif est gravé sur le cadre en « U » inversé, proéminent autour de la fenêtre d'apparition. Il loue la déesse Isis, « maîtresse des pyramides » et le dieu Osiris, « seigneur de Rosta ». Après ces louanges, l'inscription affirme que le temple d'Isis était déjà à sa place avant l'érection des pyramides et que le temple a été découvert par le pharaon Khéops à l'est de la grande pyramide dans la « maison de Harmakhis », c'est-à-dire le temple du Sphinx. Ensuite, ce même texte affirme que Khéops a d'abord « construit à nouveau le temple d'Isis », puis qu'il a construit une pyramide pour la « fille du roi Hénoutsen ». Enfin, la déesse Isis est encore louée et de nouveau intitulée « maîtresse des pyramides »,.

## Contenu problématique
Le contenu des textes figurant sur cette stèle d'inventaire est examiné avec une grande prudence par les historiens et les égyptologues. Le texte contient de nombreux anachronismes, et son élaboration est de médiocre qualité. Pour les spécialistes, il est manifeste que la stèle est un faux délibéré, créé par les prêtres locaux voulant donner au temple d'Isis une ancienneté historique qu'il n'a jamais eue. Un tel acte est devenu courant lorsque les institutions religieuses comme les temples, les sanctuaires et les domaines des prêtres rivalisaient pour attirer l'attention politique et recueillir plus de dons financiers et de faveurs économiques,.
De plus, les ruines les plus anciennes du temple d'Isis remontent à la période du Moyen Empire, lorsque de nombreuses tombes et mastabas à Gizeh ont été démolis, en vue de faire de la place pour de nouvelles tombes et temples. Le temple d'Isis a été construit à ce moment-là, au coin même de la pyramide G1C, qui est aujourd'hui considérée comme la tombe de la reine Hénoutsen,.
Une première preuve directe de la contrefaçon est la circonstance que Khéops est nommé en premier par son nom d'Horus, et non par son nom de naissance ou nom de Sa-Rê à l'intérieur d'un cartouche, ce qui est contraire à l'usage de l'époque prétendue. Deuxièmement, il mentionne la déesse Isis. Mais le nom d'Isis n'apparaît pas de manière attestée avant le roi ou pharaon Niouserrê de la Ve dynastie, et elle n'a jamais eu le titre de maîtresse de la pyramide ou des pyramides. Enfin, le troisième point majeur est qu'Hénoutsen était une reine consort, ses parents réels sont inconnus et elle n'est pas connue pour avoir porté le titre de « fille du roi »,.
Malgré ces conclusions formelles des spécialistes, les partisans de l'hypothèse que le Grand Sphinx et les pyramides sont beaucoup plus anciennes que ne le pensent les égyptologues, considèrent cette stèle comme une preuve à l'appui de leurs affirmations.